# Округ Чипева (Висконсин)
Чипева (енгл. Chippewa County) је округ у америчкој савезној држави Висконсин.

## Демографија
По попису из 2010. године број становника је 62.415, што је 7.22 (13,1%) становника више него 2000. године.
| Група             | 2000.          | 2010.          |
| Белци             | 53.831 (97,5%) | 59.028 (94,6%) |
| Афроамериканци    | 89 (0,2%)      | 982 (1,6%)     |
| Азијати           | 492 (0,9%)     | 774 (1,2%)     |
| Хиспаноамериканци | 289 (0,5%)     | 800 (1,3%)     |
| Укупно            | 55.195         | 62.415         |